# Henriette Richter-Röhl
Henriette Richter-Röhl (Berlino, 9 gennaio 1982) è un'attrice tedesca, diventata nota come prima protagonista femminile della soap opera Tempesta d'amore.

## Biografia
Henriette Richter-Röhl, che ha esordito come attrice all'età di quindici anni, proviene da una famiglia di attrici e attori. Sua madre Siegrid Richter e suo padre Hans Otto Reinsch hanno recitato nella Germania orientale in teatro e anche in diversi film. Suo fratello Fridolin Richter è anch'egli attore. Pure le cugine Anna Frenzel-Röhl e Katja Frenzel-Röhl e la zia Bärbel Röhl, sono attrici.
Dal 1997 al 1999 è stata membro di una rock band, Jeden Tag Anders, che ha vinto un paio di concorsi a Berlino. Inoltre ha seguito lezioni di canto classico presso la scuola di musica di Weissensee. Per la colonna sonora del film Grenzverkehr, ha scritto il testo e, insieme a Manuel Lopez, ha composto e cantato la canzone.
Il suo debutto in televisione è avvenuto nel 1999 in un episodio della serie Dr. Sommerfeld - Neues vom Bülowbogen. Successivamente, dal 2000 al 2003, ha avuto piccoli ruoli non accreditati in serie televisive come Ciao dottore!; dal 2003 ha studiato recitazione per due anni presso l'Università di Graz. Nel 2004 ha ottenuto una parte nella serie televisiva Un ciclone in convento. Nel 2007 ha recitato nel ruolo di Elena Zirkowski nella soap opera Marienhof.
Per il cinema la ricordiamo nei film A2 Racer e Grenzverkehr di Stefan Betz, dove aveva il ruolo di una ragazza incinta. Per quest'ultimo film ha ricevuto una nomination per il Förderpreis Deutscher Film come migliore attrice, nel quadro del Filmfest München di Monaco di Baviera.
Da settembre 2005 fino alla fine del mese di gennaio 2007 ha partecipato alla soap opera Tempesta d'amore, nel ruolo principale di Laura Mahler, la prima protagonista. Ha preso parte con Harald Schmidt anche alla serie televisiva La nave dei sogni, nell'episodio Rio de Janeiro.

### Vita privata
Da ottobre 2005, è sposata con Walter Unterweger, medico ed ex-concorrente del GF tedesco. La coppia ha una figlia, Minna Luise, nata il 25 settembre 2007.

## Teatro
- Risveglio di primavera, opera originale di Frank Wedekind (2000)
- Gioventù malata, opera originale di Ferdinand Bruckner (2000)
- La Dispute, opera originale di Pierre de Marivaux (2003)
- Intrigo e amore, opera originale di Friedrich Schiller (2004)
- La commedia degli errori, opera originale di William Shakespeare (2005)

## Filmografia

### Cinema
- A2 Racer (Autobahnraser), regia di Michael Keusch (2004)
- Grenzverkehr, regia di Stefan Betz (2005)
- Nach den Jahren, regia di Josephine Links – cortometraggio (2010)
- I'm Your Man (Ich bin dein Mensch), regia di Maria Schrader (2021)
- Faltenfrei, regia di Dirk Kummer  (2021)

### Televisione
- Dr. Sommerfeld - Neues vom Bülowbogen – serie TV, episodio 2x12 (1999)
- Herzschlag - Das Ärzteteam Nord – serie TV, episodio 3x02 (2002)
- Trenck - Zwei Herzen gegen die Krone, regia di Gernot Roll – film TV (2003)
- Un ciclone in convento (Um Himmels Willen) – serie TV, episodio 3x10 (2004)
- Geheimnis der Karibik, regia di Karola Meeder – film TV (2004)
- La casa del guardaboschi (Forsthaus Falkenau) – serial TV, puntata 15x06 (2004)
- Rosamunde Pilcher - Solange es dich gibt, regia di Dieter Kehler – film TV (2004)
- Marienhof – serial TV, 17 puntate (2000-2007)
- La nave dei sogni (Das Traumschiff) – serie TV, episodio 1x56 (2008)
- Mein Leben - Marcel Reich-Ranicki, regia di Dror Zahavi – film TV (2009)
- Utta Danella – serie TV, episodio 1x16 (2009)
- SOKO Kitzbühel – serie TV, episodio 8x12 (2009)
- Saggi consigli (Vorzimmer zur Hölle), regia di John Delbridge – film TV (2009)
- Tempesta d'amore (Sturm der Liebe) – serial TV, 316 puntate (2005-2010) – Laura Mahler
- Rosamunde Pilcher - Un amore quasi impossibile (Rosamunde Pilcher - Im Zweifel für die Liebe), regia di Dieter Kehler – film TV (2010)
- Katie Fforde - Un amore di lana (Katie Fforde - Eine Liebe in den Highlands), regia di John Delbridge – film TV (2010)
- Il commissario Herzog (Der Alte) – serie TV, episodi 32x09-35x01 (2008-2010)
- Heimat zu verkaufen, regia di Karl Kases – film TV (2010)
- Unter anderen Umständen – serie TV, episodio 1x05 (2010)
- Klarer Fall für Bär, regia di Dirk Pientka – film TV (2011)
- Saggi consigli - Il ritorno (Vorzimmer zur Hölle - Streng geheim!), regia di Michael Keusch – film TV (2011)
- Wilde Wellen - Nichts bleibt verborgen – serie TV, 4 episodi (2011)
- Guardia costiera (Küstenwache) – serie TV, episodio 15x04 (2011)
- Die Samenhändlerin, regia di Michael Keusch – film TV (2011)
- Last Cop - L'ultimo sbirro (Der letzte Bulle) – serie TV, episodio 3x10 (2012)
- Idiotentest, regia di Thomas Nennstiel – film TV (2012)
- Lilly Schönauer – serie TV, episodio 1x12 (2012)
- Un'estate in Scozia (Ein Sommer in Schottland), regia di Michael Keusch – film TV (2012)
- Der Staatsanwalt – serie TV, episodio 8x01 (2013)
- Unsere Mütter, unsere Väter, regia di Philipp Kadelbach – miniserie TV (2013)
- Saggi consigli - Boss all'improvviso (Vorzimmer zur Hölle III - Plötzlich Boss), regia di Michael Keusch – film TV (2013)
- Kripo Holstein - Mord und Meer – serie TV, episodio 1x01 (2013)
- SOKO 5113 – serie TV, episodio 39x10 (2013)
- Die Unbeugsame, regia di Thomas Kronthaler – film TV (2013)
- Rosamunde Pilcher - Scherzi del destino (Rosamunde Pilcher - Besetzte Herzen), regia di Hans Jurgen Togel – film TV (2014)
- Die Familiendetektivin – serie TV, episodio 1x02 (2014)
- Julia und der Offizier, regia di Thomas Kronthaler – film TV (2014)
- Wilsberg: Kein Weg zurück - film TV (2015)
- Katie Fforde - Alla ricerca del passato (Katie Fforde: Vergissmeinnicht), regia di John Delbridge – film TV (2015)
- Squadra Speciale Stoccarda (SOKO Stuttgart) - serie TV, 1 episodio (2015)
- In aller Freundschaft - soap opera, 1 episodio (2015)
- Bettys Diagnose serie TV, 1 episodio (2015)
- Hamburg Distretto 21 (Notruf Hafenkante) - serie TV, 2 episodi (2015, 2021)
- Ein Fall für zwei - serie TV, 1 episodio (2015)
- Un'estate in Sicilia (Ein Sommer auf Sizilien) - film TV (2016)
- Gli specialisti (Die Spezialisten – Im Namen der Opfer) - serie TV, 4 episodi (2016)
- Das pubertier - serie TV, 6 episodi (2017)
- Im Wald – Ein Taunuskrim - serie TV (2018)
- Der Bergdoktor - serie TV, 1 episodio (2018)
- Katie Fforde - Amiche più che mai (Katie Fforde: Ziemlich beste Freundinnen), regia di Frauke Thielecke - film TV (2018)
- Cantina Wader (Weingut Wader) - serie TV, 4 episodi (2018-2019)
- Squadra Speciale Vienna (SOKO Danubio) - serie TV, 1 episodio (2019)
- A Perfect Fit (Zum Glück gibt’s Schreiner), regia di Neelesha BaVora - film TV (2020)
- Schwester, Schwester - Hier liegen Sie richtig! - serie TV, 1 episodio (2021)
- Marie Brand (Marie Brand und der überwundene Tod) - serie TV, 1 episodio (2022)

## Riconoscimenti
- 2005 – Förderpreis Deutscher Film
  - Nomination Migliore attrice (Grenzverkehr)
- 2006 – Brisant Brillant
  - Attrice dell'anno

## Doppiatrici italiane
Nelle versioni in italiano dei suoi film, Henriette Richter-Röhl è stata doppiata da:
- Francesca Manicone in Rosamunde Pilcher - Un amore quasi impossibile, Last Cop - L'ultimo sbirro.
- Gemma Donati in Katie Fforde - Amiche più che mai, Rosamunde Pilcher: Scherzi del destino
- Valentina Favazza in Tempesta d'amore, Cantina Wader
- Ilaria Latini in Katie Fforde - Un amore di lana.
- Letizia Scifoni in Un'estate in Scozia.
- Elisabetta Spinelli in A2 Racer.